# Pluta Meduzei (film)
Pluta Meduzei (în franceză Le Radeau de la Méduse) este un film dramatic din 1998 în regia lui Iradj Azimi.

## Distribuție
- Jean Yanne – Duroy de Chaumareys
- Daniel Mesguich – Jean-Daniel Coudein
- Alain Macé – Henri Savigny
- Claude Jade – Reine Schmaltz
- Philippe Laudenbach – Julien Schmaltz
- Michel Baumann – Alexandre Corréard
- Laurent Terzieff – Théodore Géricault

## Rezumat
Filmul evocă evenimentele petrecute pe fundalul istoric. Din incompetența comandantului său, fregata Meduza, aflată în drum spre Senegal, eșuează pe un banc de nisip. În vreme ce căpitanul, oamenii săi și notabilitățile de pe vas sunt transportați în siguranță la țărm, marinarii recalcitranți sunt abandonați pe o plută, împreună cu un locotenent cu convingeri republicane. Dintre cei 140 de oameni de pe plută, vor supraviețui doar 14.

## Legături externe
- Pluta Meduzei la Internet Movie Database
- Pluta Meduzei (film) la Allmovie